# Попинари
Попинари или Опинари (на албански: Popinarë или Popinara) е село в Република Албания, община Дебър (Дибър), административна област Дебър.

## География
Селото е разположено в историкогеографската област Поле в западното подножие на планината Дешат.

## История

### В Османската империя
В „Етнография на вилаетите Адрианопол, Монастир и Салоника“, издадена в Константинопол в 1878 година и отразяваща статистиката на населението от 1873 година Попинари (Popinari) е посочено като село с 10 домакинства с 29 жители помаци.
На Етнографската карта на Битолския вилает на Картографския институт в София от 1901 година Попинаре е чисто албанско село в Дебърската каза на Дебърския санджак с 20 къщи.

### В Албания
След Балканската война в 1913 година селото попада в новосъздадена Албания.
В 1915 година, по време на Първата световна война, селото е анексирано от Царство България. Към 1 март 1916 година Попинаре е част от Ърбелската община на българската Дебърска околия.
През Първата световна война австро-унгарските военни власти провеждат преброяване в 1916-1918 година в окупираните от тях части на Албания и Попинари е регистрирано като село със 145 албанци мюсюлмани. Езиковедите Клаус Щайнке и Джелал Юли смятат резултатите от преброяването за точни.
В рапорт на Сребрен Поппетров, главен инспектор-организатор на църковно-училищното дело на българите в Албания, от 1930 година Опинари е отбелязано като село с 40 къщи.
До 2015 година селото е част от община Макелари.